# Hyphessobrycon parvellus
Hyphessobrycon parvellus és una espècie de peix de la família dels caràcids i de l'ordre dels caraciformes.

## Morfologia
- Els mascles poden assolir 2,2 cm de llargària total.[4]

## Hàbitat
Viu a àrees de clima subtropical.

## Distribució geogràfica
Es troba a Sud-amèrica: rius Catu i Itapicuru (nord-est de Bahia, Brasil).